# Leptobrachella parva
Leptobrachella parva és una espècie d'amfibi anur de la família Megophryidae que viu a Malàisia i, possiblement també, a Brunei.
Les seves larves requereixen llacor-lliure, la grava o corrents rocossos.
Està amenaçada d'extinció per la pèrdua del seu hàbitat natural.